# Бобровня (урочище, Київ)

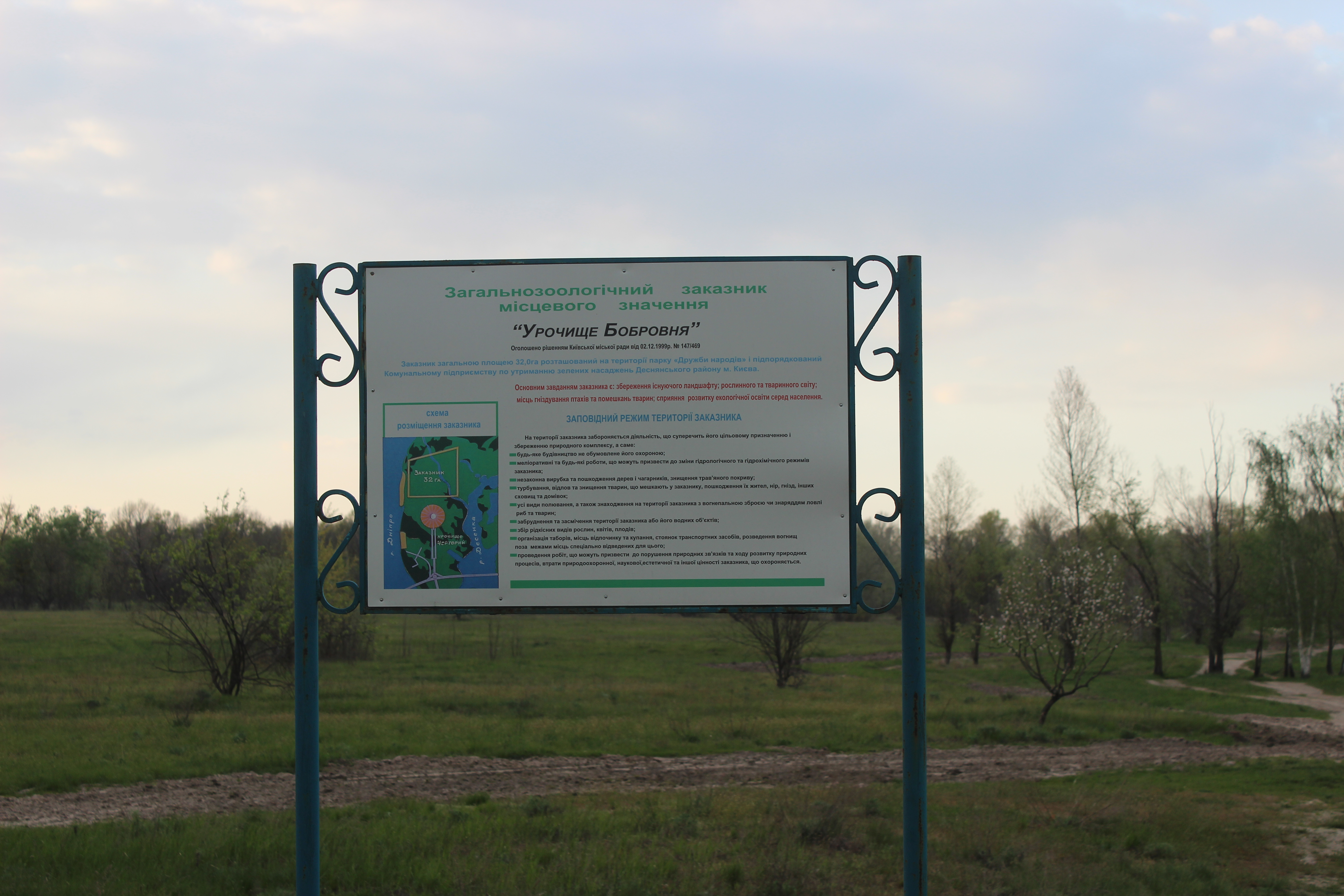
Інформаційний стенд

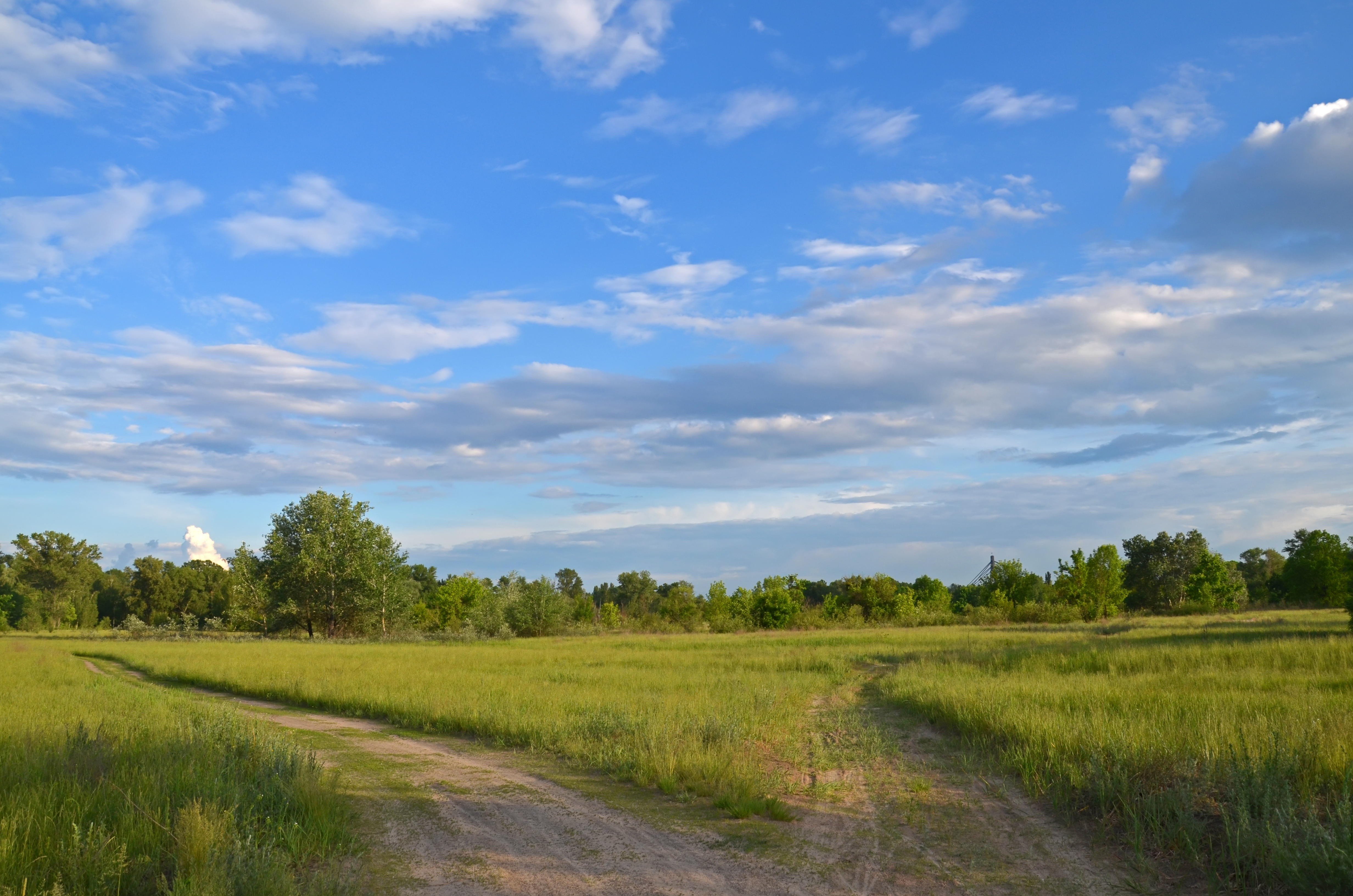
Урочище Бобровня

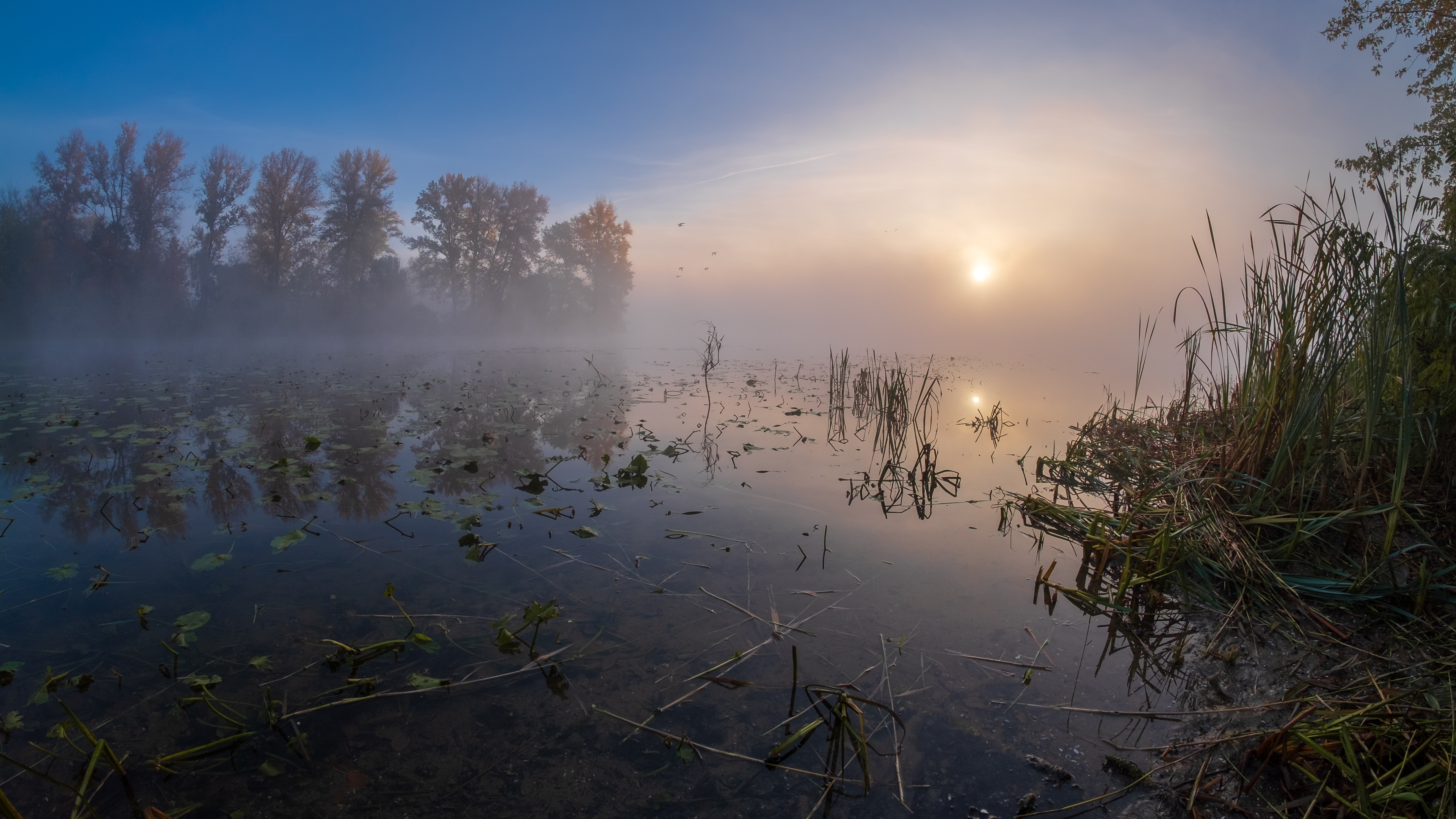
Ранкові кольори у заказнику Бобровня

Урочище Бобровня — загальнозоологічний заказник місцевого значення в Україні. Розташований у Деснянському районі міста Київ, на північ від Північного мосту, на острові Муромець.
Площа 32 га. Статус присвоєно згідно з рішенням Київради від 02.12.1999 року № 147/649. Перебуває у віданні: Комунальне підприємство по утриманню зелених насаджень Десняньського району м. Києва.
Статус присвоєно для збереження мальовничої місцевості на лівому березі Дніпра, за 2 км нижче гирла Десни. Тут бере свій початок річка Небишівка, яка через 4 км впадає в річку Десенка, вище Подільського мосту.